# Corbasca
Corbasca est une commune roumaine située dans le județ de Bacău.